# Fianarantsoa
Fianarantsoa (pronunciato Fianarantsua), detta anche Fianar, è un comune urbano (firaisana) del Madagascar centrale. È il capoluogo della provincia omonima, e della regione di Haute Matsiatra. Il nome, in lingua malgascia, significa "là dove si apprende il bene". Oggi è nota, tra l'altro, come capitale della produzione vinicola malgascia.

## Storia
La fondazione di Fianarantsoa, del 1830, viene attribuita alla regina dei Merina Ranavalona. Nelle intenzioni di Ranavalona, Fianarantsoa sarebbe stata una "seconda capitale" (dopo Antananarivo) e un avamposto militare a protezione della parte meridionale degli altopiani centrali. In effetti, l'urbanistica della città è evidentemente ispirata a quella di Antananarivo.
Con l'arrivo dei missionari europei, Fianarantsoa divenne un importante centro di diffusione della regione cattolica, contrapposto ad Antananarivo, principalmente controllata da chiese protestanti.
Gran parte della struttura moderna della città si è sviluppata negli anni venti, ancora ricalcando la struttura di Antananarivo, con una suddivisione in città alta (con la cattedrale di Ambozontany e gli edifici storici), una città media (sede di uffici e banche) e una città bassa (polo commerciale e sede della stazione ferroviaria). La città è sede di un aeroporto civile (Codice aeroportuale IATA - W: WFI). La Route nationale 7 la collega con Ambositra a nord e Ambalavao a sud.

### Attualità

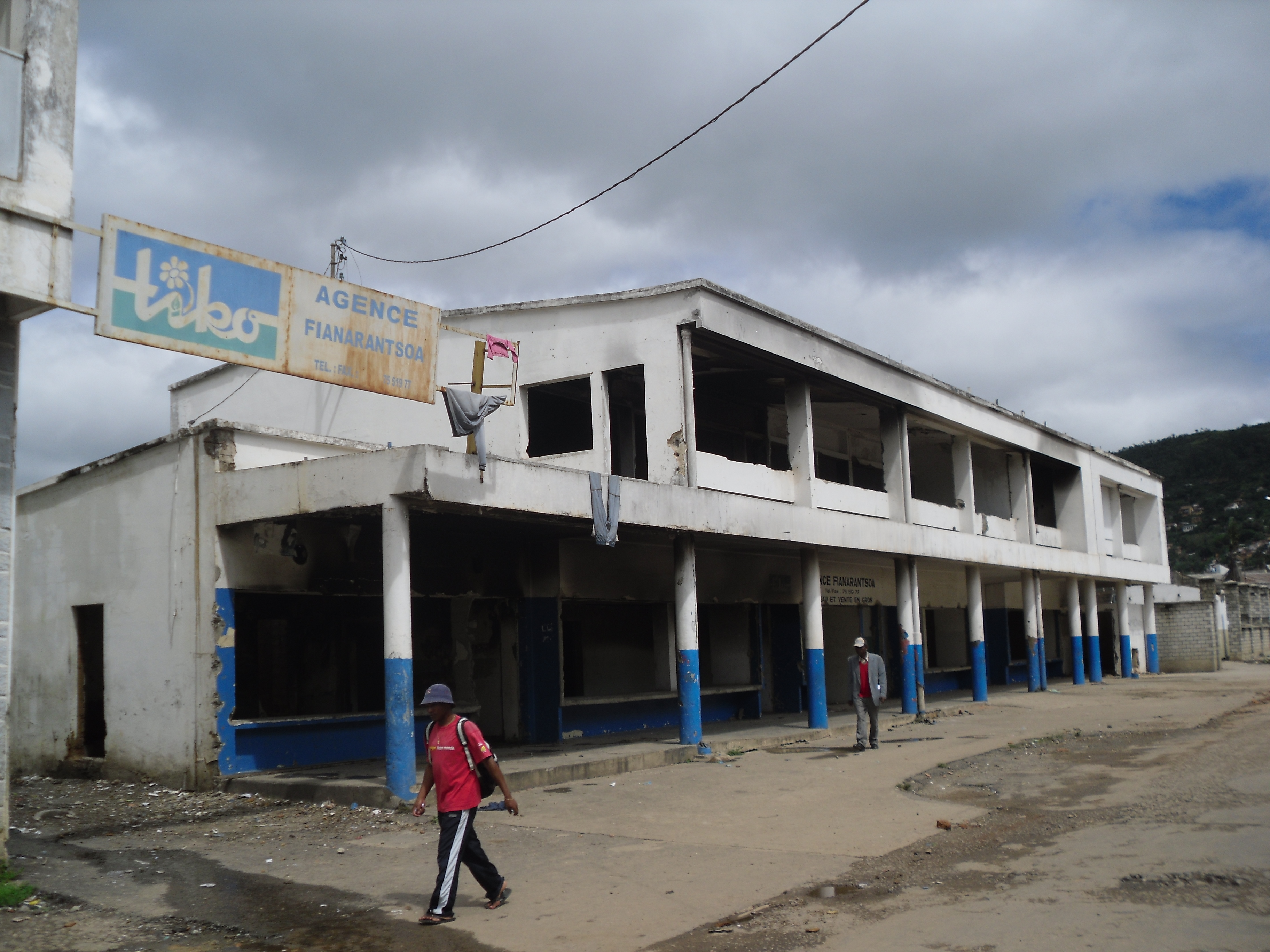
La sede della Tiko a Fianarantsoa saccheggiata nel marzo 2009

Nel marzo 2009 nel corso delle manifestazioni di piazza contro il governo di Marc Ravalomanana numerosi edifici di proprietà del presidente (tra cui il complesso della Tiko) furono saccheggiati e dati alle fiamme dai manifestanti: il mandato di Ravalomanana si è concluso il 17 marzo 2009 con la sua rinuncia alla presidenza, avvenuta al termine di un lungo conflitto con i vertici militari che è stato descritto dalla stampa internazionale come un vero e proprio golpe.
Ma l'insediamento di Andry Rajoelina, attualmente alla guida della cosiddetta "Autorità di transizione", non ha portato alla pace, poiché gli scontri nel paese tra le opposte fazioni sono continuati ancora a lungo.

## Infrastrutture e trasporti

### Aeroporti
La città è sede di un aeroporto civile (codice IATA:WFI) ed è capolinea della linea ferroviaria Fianarantsoa-Côte Est (FCE).